# Nazionale maschile di pallavolo della Mongolia
La nazionale maschile di pallavolo della Mongolia è una squadra asiatica e oceaniana composta dai migliori giocatori di pallavolo della Mongolia ed è posta sotto l'egida della Federazione pallavolistica della Mongolia.

## Risultati

### Competizioni FIVB
| 1949 | non qualificata | -            |
| 1952 | non qualificata | -            |
| 1956 | non qualificata | -            |
| 1960 | non qualificata | -            |
| 1962 | 17º posto       | Convocazioni |
| 1966 | 21º posto       | Convocazioni |
| 1970 | 16º posto       | Convocazioni |
| 1974 | non qualificata | -            |
| 1978 | non qualificata | -            |
| 1982 | non qualificata | -            |
| 1986 | non qualificata | -            |
| 1990 | non qualificata | -            |
| 1994 | non qualificata | -            |
| 1998 | non qualificata | -            |
| 2002 | non qualificata | -            |
| 2006 | non qualificata | -            |
| 2010 | non qualificata | -            |
| 2014 | non qualificata | -            |
| 2018 | non qualificata | -            |
| 2022 | non qualificata | -            |

### Competizioni AVC
| 2018 | 8º posto        | Convocazioni |
| 2022 | 4º posto        | Convocazioni |
| 2023 | 8º posto        | Convocazioni |
| 2024 | non qualificata | -            |